# قائمة سفراء الولايات المتحدة لدى المملكة المتحدة
سفير الولايات المتحدة لدى المملكة المتحدة (المعروف رسميًا في المملكة المتحدة كسفير للولايات المتحدة لدى محكمة سانت جيمس) هو الممثل الرسمي لرئيس وحكومة الولايات المتحدة الأمريكية لدى ملكة وحكومة المملكة المتحدة لبريطانيا العظمى وأيرلندا الشمالية.

## الواجبات
تتمثل المهمة الرئيسية للسفير في تقديم سياسات الولايات المتحدة إلى حكومة المملكة المتحدة وشعبها وإبلاغ السياسات والآراء البريطانية إلى الحكومة الفيدرالية للولايات المتحدة. يعمل كقناة أساسية للاتصال بين البلدين ويلعب دورًا مهمًا في مفاوضات المعاهدة.

## السفراء الذين أصبحوا فيما بعد رؤساء للولايات المتحدة
- جون آدامز (1785-1788)
- جيمس مونرو (1803-1807)
- جون كوينسي آدامز (1814-1817)
- مارتن فان بورين (1831-1832)
- جيمس بوكانان (1853-1856)

## قائمة رؤساء البعثات الأمريكية لدى محكمة سانت جيمس

### الوزراء (1785-1811)
يشار إلى جون آدامز على أنه أول «سفير». كما يشار إليه على أنه أول «وزير مفوض». يعني مصطلح «المفوض» «يتمتع بسلطة كاملة»؛ وزير لديه سلطة التصرف لبلدهم في جميع الأمور.
| اسم              | صورة | بداية           | نهاية           | ملاحظات                        |
| ---------------- | ---- | --------------- | --------------- | ------------------------------ |
| John Adams       |      | فبراير 24, 1785 | فبراير 20, 1788 | الرئيس الثاني للولايات المتحدة |
| Thomas Pinckney  |      | يناير 12, 1792  | يوليو 27, 1796  |                                |
| Rufus King       |      | مايو 20, 1796   | مايو 16, 1803   |                                |
| James Monroe     |      | 1803            | أكتوبر 7, 1807  | خامس رئيس للولايات المتحدة     |
| William Pinkney  |      | فبراير 26, 1808 | مايو 7, 1811    |                                |
| Jonathan Russell |      | يوليو 27, 1811  | يونيو 18, 1812  | [ ب ]                          |

### الوزراء (1815–1893)
تمت استعادة العلاقات الدبلوماسية مع بريطانيا العظمى بعد حرب 1812 . أنشأ مؤتمر فيينا (1815) نظامًا موحدًا للرتبة الدبلوماسية. في ظل هذا النظام، كانت أعلى رتبة «سفير» هي الممثل الشخصي لدولة ذات سيادة، والمرتبة التالية «وزير» تمثل الحكومة. كجمهورية، حافظت الولايات المتحدة على علاقات دبلوماسية مع بريطانيا العظمى برتبة مبعوث فوق العادة ووزير مفوض . كانت الرتبة تُعرف بالعامية باسم وزير ، واستمر الإشارة إلى المنصب باسم «وزير الولايات المتحدة لبريطانيا العظمى».

### السفراء (1893 إلى الوقت الحاضر)
على الرغم من أن فرنسا أصبحت جمهورية في عام 1870 ، استمرت البلاد في تبادل السفراء مع القوى العظمى الأخرى. في عام 1893، اتبعت الولايات المتحدة السابقة الفرنسية ورفعت علاقاتها مع القوى العظمى الأخرى إلى مستوى السفراء. أصبح مفوض الولايات المتحدة في لندن سفارة الولايات المتحدة، وأصبح وزير الولايات المتحدة لدى بريطانيا العظمى سفير الولايات المتحدة في بريطانيا العظمى.